# Cộng hòa Dân chủ Afghanistan
Cộng hòa Dân chủ Afghanistan (DRA; tiếng Dari: جمهوری دمکراتی افغانستان, Jumhūri-ye Dimukrātī-ye Afghānistān; tiếng Pashtun: دافغانستان دمکراتی جمهوریت, Dǝ Afġānistān Dimukratī Jumhūriyat), đổi tên từ 1987 thành Cộng hòa Afghanistan (tiếng Dari: جمهوری افغانستان; Jumhūrī-ye Afġānistān; tiếng Pashtun: د افغانستان جمهوریت, Dǝ Afġānistān Jumhūriyat), tồn tại từ năm 1978-1992 trong thời kỳ xã hội chủ nghĩa do Đảng Dân chủ Nhân dân Afghanistan (PDPA) lãnh đạo. PDPA nắm quyền sau cuộc Cách mạng Saur, lật đổ chính quyền của MD Khan Safak. Nur Muhammad Taraki thay thế Daoud trở thành nguyên thủ quốc gia và lãnh đạo chính phủ từ ngày 30/4/1978.
Taraki và Hafizullah Amin, đứng đầu nhà nước sau Cách mạng Saur, đã ban hành một số cải cách dưới thời kỳ lãnh đạo bao gồm quyền bình đẳng của phụ nữ, phổ cập giáo dục, cải cách ruộng đất. Ngay sau khi nắm quyền một cuộc đầu tranh quyền lực xảy ra giữa Khalq do Taraki và Amin lãnh đạo và Parcham do Babrak Karmal lãnh đạo. Phe Khalq giành chiến thắng, phe Parcham bị thanh lọc khỏi Đảng. Các nhà lãnh đạo phe Parccham bị đẩy tới Đông Âu và Liên Xô.
Sau cuộc tranh quyền giữa Khalq-Parcham, một cuộc đấu tranh quyền lực khác được tiếp tục trong phe Khalq giữa Taraki và Amin. Amin giành chiến thắng, Taraki bị xử tử theo lệnh của Amin. Các pháp chế của Amin không được sự ủng hộ của người dân và Liên Xô. Liên Xô tiến hành can thiệp, hỗ trợ chính quyền Afghanistan trong tháng 12/1979, ngày 27/12 Amin bị lực lượng Liên Xô ám sát, Karmal trở thành lãnh đạo sau khi Amin bị ám sát. Thời kỳ Karmal kéo dài từ 1979-1986, đây là thời gian Liên Xô tham chiến tại Afghanistan. Cuộc chiến tranh dẫn đến một số lượng lớn thương vong dân sự, cũng như hàng triệu người tị nạn chạy trốn sang Pakistan và Iran. Nguyên tắc cơ bản, bản Hiến pháp được chính quyền ban hành tháng 4/1980, một số thành viên không phải Đảng viên PDPA được tham gia Chính phủ như là một phần chính sách mở rộng sự hỗ trợ. Chính sách Karmal thất bại trong việc mang lại hòa bình cho đất nước bị chiến tranh tàn phá, và vào năm 1986 Mohammad Najibullah trở thành Tổng Bí thư PDPA thay thế Karmal.
Najibullah thực hiện chính sách hòa giải với phe đối lập, một hiến pháp Afghanistan mới được ban hành vào năm 1987 và cuộc bầu cử dân chủ đã được tổ chức vào năm 1988 (bị tẩy chay bởi các chiến binh thánh chiến). Sau khi Liên Xô rút khỏi Afghanistan, chính quyền mất khả năng kháng cự.
Năm 1990 có sự thay đổi lớn trong nền chính trị Afghanistan: một hiến pháp mới đã được ban hành, trong đó nói rằng Afghanistan là một nước Cộng hòa Hồi giáo, và PDPA đã được đổi tên thành Đảng Watan, hiện tại là Đảng Dân chủ Watan. Trên mặt trận quân sự, chính quyền tỏ ra có khả năng đánh bại phe đối lập vũ trang trong một số trận chiến, như trong trận Jalalabad. Tuy nhiên, phe đối lập được vũ trang hoạt động mạnh còn nội bộ chính quyền bị chia rẽ. Một cuộc đảo chính thất bại của phe Khalq vào năm 1990 và sự tan rã của Liên Xô đã dẫn tới sự sụp đổ của chính quyền Najibullah vào tháng 4/1992.

## Lịch sử

### Cách mạng Saur và Taraki: 1978-1979
Sau cái chết bí ẩn của Mir Akbar Khyber, thuộc phe Parcham của Đảng Dân chủ Nhân dân Afghanistan, Mohammad Daoud Khan, Tổng thống Afghanistan bị xử tử sau cuộc đảo chính quân sự 1978 hay còn được gọi Cách mạng Saur. Hafizullah Amin, thuộc phe Khalq, chính là kiến trúc sư trưởng của cuộc đảo chính. Nur Muhammad Taraki, lãnh đạo phe Khalq, được bầu làm Chủ tịch Đoàn Chủ tịch Hội đồng Cách mạng, Chủ tịch Hội đồng Bộ trưởng và kiêm nhiệm Tổng Bí thư Ủy ban Trung ương Đảng Dân chủ Nhân dân Afghanistan. Babrak Karmal, lãnh đạo phe Parcham, giữ chức Phó Chủ tịch Hội đồng Cách mạng, Phó Chủ tịch Hội đồng Bộ trưởng, Haffizullah Amin giữ chức Phó Chủ tịch Hội đồng Bộ trưởng kiêm nhiệm Bộ trưởng Bộ Ngoại giao và Mohammad Aslam Watanjar giữ chức Phó Chủ tịch Hội đồng Bộ trưởng. Việc bổ nhiệm Karmal, Amin và Watanjar làm Phó Chủ tịch Hội đồng Bộ trưởng tạo ra sự không ổn định và tạo ra 3 phe khác nhau trong Hội đồng Bộ trưởng; phe Khalq do Amin lãnh đạo, phe Parcham do Karmal lãnh đạo và lực lượng quân đội (thuộc Parcham) do Watanjar lãnh đạo.
Cuộc xung đột đầu tiên giữa Parcham và Khalq nổ ra khi Khalq muốn bổ nhiệm sĩ quan quân đội đã tham gia vào Cách mạng Saur vào Ủy ban Trung ương Đảng. Amin, trước đó phản đối việc bổ nhiệm nay quay lại ủng hộ sự bổ nhiệm. Bộ Chính trị PDPA đã bỏ phiếu ủng hộ việc bổ nhiệm, phe thắng thế (Khalq) chỉ trích Parcham là phe cơ hội. Ngày 27/6, 3 tháng sau cuộc Cách mạng, Amin tổ chức Hội nghị Trung ương không thông qua phe Parcham. Hội nghị đã quyết định Khalq có quyền hoạt động độc lập và có quyền quyết định chính sách, Parcham không còn quyền lực. Karmal bị đẩy khỏi Afghanistan. Sau đó, một kế hoạch đảo chính của Parcham do Karmal lãnh đạo được phát hiện bởi lãnh đạo Khalq. Việc phát hiện ra cuộc đảo chính đã thúc đẩy một phản ứng nhanh chóng; một cuộc thanh trừng Parcham bắt đầu. Đại sứ Parcham đã bị triệu hồi, và không quay trở lại; Ví dụ, Karmal và Mohammad Najibullah bị lưu giữ trong nước.
Trong chính sách của Taraki, một cuộc cải cách ruộng đất được tiến hành, dẫn tới việc trưng dụng đất đai cho Chính phủ mà không được đền bù, làm gián đoạn dòng tín dụng dẫn đến việc tẩy chay thu mua vụ mùa của những người hưởng lợi cải cách, thu hoạch nông nghiệp giảm mạnh, sự bất mãn được gia tăng. Khi Taraki thấy sự bất mãn gia tăng đã giảm dần chính sách. Tại Afghanistan, quyền cai trị thường do các nhóm địa phương quản lý vì vậy phần lớn cải cách ruộng đất không được thực hiện trên toàn quốc. Một vài tháng sau cuộc đảo chính, Taraki và lãnh đạo Đảng khác đưa chủ nghĩa Mác thách thức giá trị truyền thống và cơ cấu quyền lực truyền thống của Afghanistan. Taraki ban hành quyền bình đẳng của phụ nữ và kết thúc việc hôn nhân cưỡng bức. Sự phản đối cải cách cuối cùng dẫn tới cuộc Nội chiến Afghanistan.

### Amin và sự can thiệp của Liên Xô: 1979

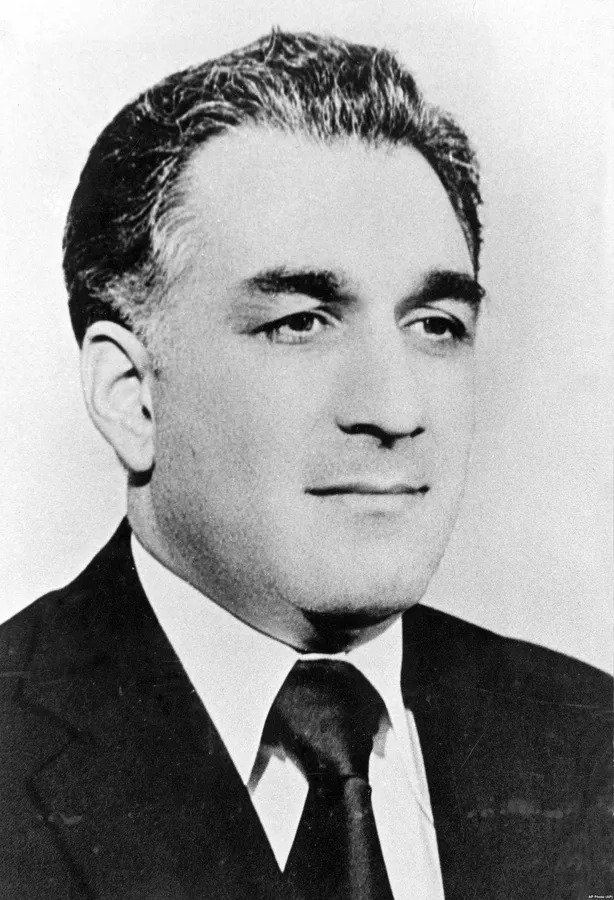
Amin cai trị Afghanistan trong 104 ngày

Ban đầu Amin và Taraki có mối quan hệ khăng khít với nhau, sau đó đã tệ đi. Amin đã giúp đỡ việc tạo nên sự sùng bái cá nhân cho Taraki, sau đó tạo ra sự sùng bái cá nhân cho riêng bản thân. Cuộc tranh chấp nội bộ giữa Amin và Taraki ngày càng căng thẳng, một cuộc tranh chấp để giành quyền kiểm soát quân đội giữa 2 bên. Sau cuộc nổi dậy Herat 1979, Hội đồng Cách mạng và Bộ Chính trị Đảng Dân chủ Nhân dân Afghanistan thành lập Hội đồng Quốc phòng Tối cao Tổ quốc, Taraki được bầu làm Chủ tịch, và Amin làm Phó Chủ tịch. Amin được bổ nhiệm làm Chủ tịch Hội đồng Bộ trưởng, một bước để có thể tiến xa hơn. Sau cải cách Hiến pháp, các cơ quan mới của Amin mất quyền lực ít nhiều.  "Tứ nhân bang" của Afghanistan gồm Watanjar, Sayed Mohammad Gulabzoy, Sherjan Mazdoryar và Assadullah Sarwari tiến hành ám sát lãnh đạo Afghanistan nhưng bị bãi lộ. Âm mưu ám sát khiến Amin muốn lật đổ Taraki, sau chuyến thăm Cuba của Taraki về nước, Amin lật đổ Taraki và xử tử Taraki.
Trong thời gian nằm quyền Amin cam kết xây dựng tập thể lãnh đạo, không có sự chuyên quyền. Để lấy lòng người dân, Amin công bố danh sách 18,000 người bị Taraki hành quyết. Tổng số người bị bắt trong thời kỳ Taraki và Amin là khoảng 17,000-45,000 người. Amin không được người dân ủng hộ. Trong thời gian nằm quyền, nhiều nhóm chống lại chế độ gia tăng, chính quyền mất quyền kiểm soát ở nông thôn. Trong quân đội nhiều binh sĩ đào ngũ, quân đội chỉ còn khoảng 50,000-70,000 người. Lực lượng KGB thâm nhập vào quân đội và bộ máy chính quyền. Nhiều người bị đẩy tới Đông Âu và Liên Xô đã kích động chống đối lại Amin. Babrak Karmal, lãnh đạo Parchami, đã gặp một số lãnh đạo Đông Âu, và một số nhân vật muốn trả thù Amin gồm Mohammad Aslam Watanjar, Sayed Mohammad Gulabzoy, Assadullah Sarwari. Trước khi Liên Xô can thiệp, người chống đối trong PDPA có khoảng từ 10,000 đến 27,000 người, chủ yếu tại nhà tù Pul-e-Charkhi.
Tại Liên Xô, Bộ Chính trị thành lập Ủy ban đặc biệt đặc trách Afghanistan bao gồm Yuri Andropov, Andrei Gromyko, Dmitriy Ustinov và Boris Ponomarev muốn chấm dứt sự nằm quyền của Amin. Andropov muốn can thiệp bằng quân sự, tiết lộ với Leonid Brezhnev rằng Amin đang thanh lọc quân đội và đang thực hiện chiến dịch đàn áp hàng loạt trên cả nước. Kế hoạch của Andropov dùng lực lượng hạn chế lật đổ Amin và đưa Karmal lên thay. Liên Xô tuyên bố kế hoạch can thiệp vào Afghanistan vào ngày 12/12/1979, và bắt đầu chiến dịch Bão tố 333 ngày 27/12/1979.
Amin vẫn tin tưởng vào sự ủng hộ của Liên Xô cho mình, bất chấp sự xấu đi trong quan hệ 2 nước. Khi lực lượng tình báo thông báo với Amin về kế hoạch can thiệp của Liên Xô, Amin tuyên bố đây là sản phẩm của chủ nghĩa đế quốc. Amin bị lực lượng Liên Xô ám sát ngày 27/12/1979.

### Thời kỳ Karmal: 1979-1986
Karmal lên nắm quyền sau khi Amin bị ám sát. Ngày 27/12/1979, tại Đài phát thanh Kabul, Karmal đã phát biểu trước toàn thể người dân. Ngày 1/1/1980, Tổng Bí thư Ủy ban Trung ương Đảng Cộng sản Liên Xô Leonid Brezhnev, Chủ tịch Hội đồng Bộ trưởng Alexei Kosygin đã chúc mừng Karmal được bầu làm lãnh đạo.
Khi nắm quyền, Karmal hứa chấm dứt các vụ hành quyết, thành lập các tổ chức dân chủ và bầu cử tự do, tạo ra một hiến pháp, hợp pháp hoá của các bên khác với PDPA, và tôn trọng tài sản cá thể và cá nhân. Các tù nhân bị giam giữ dưới 2 chính quyền được ân xá. Karmal còn hứa sẽ thành lập chính phủ liên minh, trong đó không ủng hộ chủ nghĩa xã hội. Đồng thời, nói với người dân Afghanistan rằng đã đàm phán với Liên Xô để cung cấp cho nền kinh tế, quân sự và hỗ trợ chính trị. Hầu hết người dân Afghanistan không tin tưởng chính quyền vào thời điểm này. Nhiều người vẫn còn nhớ rằng Karmal đã cho biết ông sẽ bảo vệ vốn tư nhân vào năm 1978, một lời hứa sau này được chứng minh là một lời nói dối.
Khi giải pháp chính trị thất bại, chính phủ Afghanistan và quân đội Liên Xô đã quyết định giải quyết bằng các cuộc xung đột quân sự. Sự thay đổi từ một giải pháp chính trị sang giải pháp quân sự đi đến dần dần. Nó bắt đầu vào tháng 1/1981: Karmal tăng gấp đôi tiền lương cho nhân viên quân sự, ban hành một số biện pháp thúc đẩy nền kinh tế, trao huân chương cho 1 tướng và 13 đại tá. Độ tuổi bắt buộc tham gia quân sự được hạ xuống, thời gian tham gia được tăng lên, và độ tuổi dự bị được tăng lên 35. Trong tháng 6, Assadullah Sarwari bị mất chức Ủy viên Bộ Chính trị, đồng thời bổ nhiệm thay thế gồm Mohammad Aslam Watanjar, Thiếu tướng Bộ trưởng Bộ Quốc phòng Mohammad Rafi, và Chủ tịch Cơ quan Tình báo Nhà nước (KHAD) Mohammad Najibullah. Những biện pháp này nhằm khôi phục lực lượng vũ trang trong nước. Trước khi Liên Xô can thiệp quân đội Afghanistan có khoảng 100,000 quân, sau khi can thiệp chỉ còn khoảng 25,000 quân. Đào ngũ và trốn đi lính xảy ra khắp nơi, và những người này thường tham gia phe đối lập. Để tổ chức quân đội tốt hơn, 7 quân khu được thành lập với mỗi Hội đồng Quốc phòng phụ trách 1 quân khu. Ước tính chính quyền Afghanistan bỏ ra 40% ngân sách cho quốc phòng.
Do áp lực từ Liên Xô Karmal buộc từ chức Tổng Bí thư tháng 5/1985. Bộ trưởng Bộ An ninh Quốc gia Najibullah được bầu làm Tổng Bí thư thay thế. Karmal vẫn tiếp tục gây ảnh hưởng lên Đảng và Nhà nước cho tới khi từ chức Chủ tịch Hội đồng Cách mạng tháng 11/1986. Haji Mohammad Chamkani, không phải Đảng viên PDPA, được bầu làm Chủ tịch Hội đồng Cách mạng thay thế Karmal.

### Najibullah và Liên Xô rút quân: 1986-1989
Tháng 9/1986, Najibullah cho thành lập Ủy ban Thỏa hiệp Quốc gia (NCC). Nhiệm vụ của NCC là liên lạc với phe đối lập "để hoàn thành cuộc cách mạng Saur trong giai đoạn mới". Ước tính có khoảng 40,000 người phe đối lập đã liên lạc với Chính phủ. Cuối năm 1986, Najibullah kêu gọi lệnh ngừng bắn 6 tháng, tiếp xúc với các phe đối lập khác nhau, đây là một phần trong chính sách hòa giải dân tộc của Najibullah. Cuộc tiếp xúc nếu có kết quả sẽ thành lập chính phủ liên minh và kết thúc sự độc quyền của Đảng Dân chủ Nhân dân. Nhưng cuộc thảo luận thất bại. Chính sách hòa giải dân tộc của Najibullah được người dân thành thị ủng hộ và làm ổn định lực lượng quốc phòng của Afghanistan.

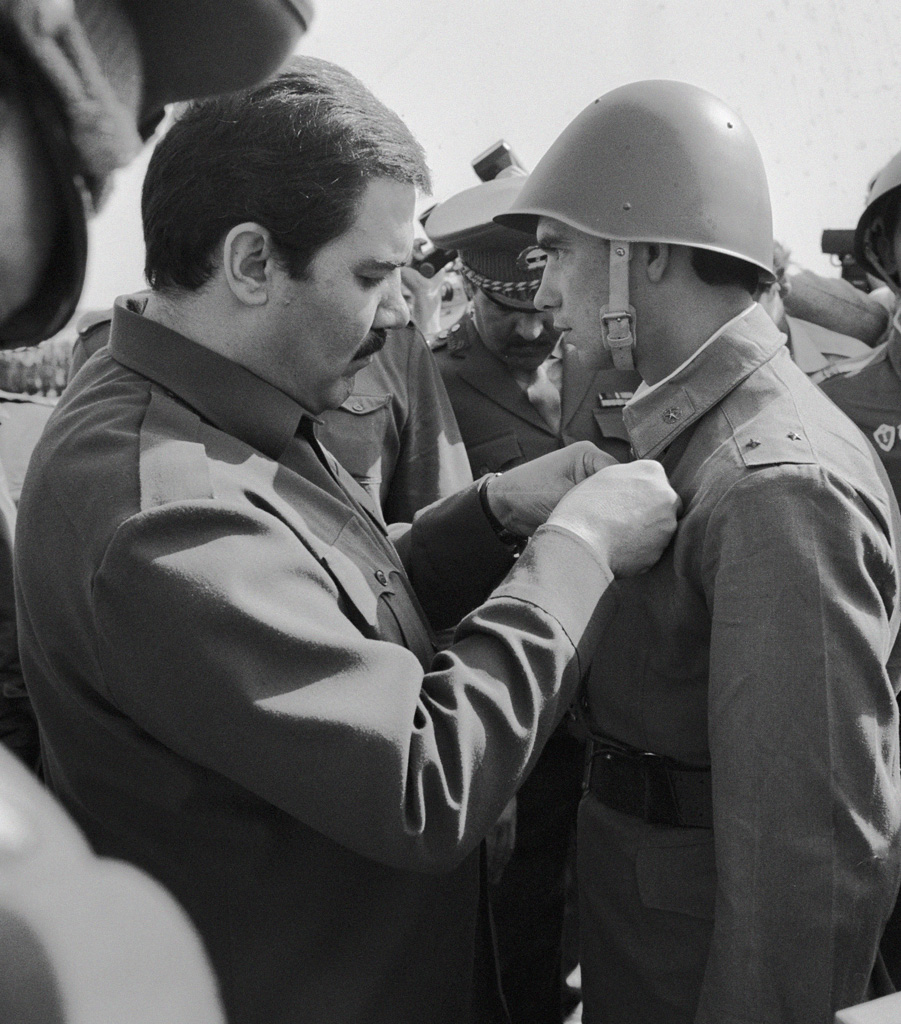
Najibullah tặng một huân chương cho một quân nhân Liên Xô

Najibullah lãnh đạo Afghanistan dưới sự cố vấn của các cố vấn Liên Xô. Đại sứ Liên Xô tại Afghanisatan Fikryat Tabeev được coi là Tổng toàn quyền của Gorbachev tại đây. Najibullah phản đối việc Liên Xô có ý định rút quân và ngưng hỗ trợ tài chính. Trong tháng 7/1986, 6 trung đoàn Liên Xô gồm 15,000 quân được rút khỏi Afghanistan. Mục đích của việc rút quân theo Gorbachev muốn cho thế giới thấy Liên Xô muốn giải quyết nghiêm túc vấn đề Afghanistan. Năm 1987, Cộng hòa Dân chủ Afghanistan được đổi tên thành Cộng hòa Afghanistan. Trong cuộc gặp giữa Reagan và Gorbachev, Reagan gợi ý việc giải giáp quân đội Afghanistan.
Ngày 14/4/1988, Afghanistan và Pakistan ký kết Hiệp định Geneva, Hoa Kỳ và Liên Xô thỏa thuận là người giám sát, hiệp định thỏa thuận Liên Xô phải rút quân đầu năm 1989. Trong cuộc họp Bộ Chính trị Liên Xô, Eduard Shevardnadze đã gọi cuộc rút quân trong tình hình tồi tệ, nói thêm về sự sụp đổ kinh tế, và sự cần thiết phải giữ ít nhất 10,000 đến 15,000 quân tại Afghanistan. Chủ tịch KGB Vladimir Kryuchkov ủng hộ kế hoạch này. Nếu kế hoạch được ủng hộ sẽ là sự phá vỡ hiệp định Geneva. Lực lượng Liên Xô được rút khỏi Afghanistan theo kế hoạch, chỉ còn lực lượng nhỏ bảo vệ cơ quan Liên Xô, cố vấn quân sự, lực lượng đặc biệt và tình báo vẫn hoạt động tại các địa phương, đặc biệt là dọc biên giới Liên Xô và Afghanistan.

### Sự sụp đổ: 1989-1992
Tổng thống Pakistan Muhammad Zia-ul-Haq tiếp tục ủng hộ các chiến binh thánh chiến mặc dù trái với hiệp định Geneva. Ban đầu, các nhà nghiên cứu cho rằng chính quyền Najibullah sẽ sụp đổ ngay lập tức, một chính quyền Hồi giáo chính thống sẽ được thành lập. CIA rằng chính quyền mới được thành lập sẽ có thái độ chống đối hoặc thù địch hơn đối với Hoa Kỳ. Ngay sau khi Liên Xô rút quân, lực lượng Afghanistan và phe thánh chiến đã xung đột với nhau tại trận Jalalabad, với sự ngạc nhiên của nhiều người, lực lượng chính phủ đã chiến thắng phe thánh chiến. Tuy nhiên, thiếu sự hiện diện của các lực lượng Xô viết, chính phủ thân cộng sản không thể giữ được ưu thế và dần mất lãnh thổ vào tay các lực lượng du kích. Đến giữa năm 1990, lực lượng chính phủ rơi vào phòng thủ. Đầu năm 1991, lực lượng chính phủ chỉ còn kiểm soát được 10% lãnh thổ Afghanistan. Sau 11 năm cuộc vây hãm Khost kết thúc với chiến thắng của phe Mujahideen dẫn tới tinh thần quân đội Afghanistan giảm sút. Sự giúp đỡ của Liên Xô cuối cùng cũng kết thúc sau khi Liên Xô sụp đổ.
Theo thỏa thuận với Liên Hợp Quốc, Najibullah đã từ chức tháng 4/1992 chấm dứt sự tồn tại của Cộng hòa Afghanistan. Một chính phủ lâm thời được thành lập. Abdul Rahim Hatef được chỉ định thay thế Najibullah. Bắt đầu năm 1992, Kābul đã bị bao vây bởi nhiều phe phái mujahideen (du kích Hồi Giáo). Tháng 9 năm 1996, quân Taliban, một phong trào chính thống Hồi Giáo đã chiếm giữ thành phố sau một chiến dịch kéo dài hai năm và phe này đã giành được chính quyền. Sau khi Kabul thất thủ, Najibullah được Liên Hợp Quốc ân xá nhưng Rahim đã cản trở điều này. Najibullah đã tìm đến trụ sở Liên Hợp Quốc tại Kabul để xin hỗ trợ. Cuộc nội chiến tiếp diễn sau khi Taliban nắm chính quyền và kéo dài đến nay.

## Chính trị

### Hệ thống chính trị
Đảng Dân chủ Nhân dân Afghanistan đã mô tả cuộc cách mạng Saur như một cuộc cách mạng dân chủ "một chiến thắng danh giá của nhân dân lao động Afghanistan" và "biểu hiện của ý chí chân chính và lợi ích của công nhân, nông dân và người lao động". Trong đó, ý tưởng thành lập Afghanistan xã hội chủ nghĩa được công bố, việc hoàn thành được xem rất vất vả và gian nan. Do đó, Ngoại trưởng Afghanistan cho rằng Afghanistan là nước Cộng hòa Dân chủ nhưng chưa phải là Xã hội chủ nghĩa, Ủy viên Bộ Chính trị Afghanistan dự đoán rằng "Afghanistan chưa thể trở thành quốc gia Xã hội chủ nghĩa trong cuộc đời tôi" trong bài phòng vấn nhà báo Anh năm 1981.
Liên Xô coi Afghanistan là quốc gia theo định hướng xã hội chủ nghĩa. Giữa năm 1979, Liên Xô tuyên bố Afghanistan không phải là nước liên minh tiến bộ, nhưng đầy đủ để trở thành thành viên các nước xã hội chủ nghĩa. Ngược lại, Liên Xô gọi cách mạng Saur là bước chuyển tiếp dân chủ, ngừng thừa nhận chủ nghĩa xã hội.
Dưới thời Hafizullah Amin, một ủy ban soạn thảo Hiến pháp được thành lập gồm 65 người bao gồm mọi tầng lớp xã hội. Sau vụ đảo chính, bản hiến pháp của Amin không bao giờ được hoàn tất. Từ năm 1980, dười thới Babrak Karmal ban hành nguyên tắc cơ bản Cộng hòa Dân chủ Nhân dân Afghanistan. Hiến pháp không có dẫn chứng về chủ nghĩa xã hội và chủ nghĩa cộng sản, thay vào đó trọng tâm vào sự độc lập, Hồi giáo và dân chủ tự do. Tôn giáo được đề cao, trừ trường hợp ngoại lệ khi đe dọa an ninh xã hội. Nguyên tắc cơ bản giống Hiến pháp 1977 thời kỳ Mohammad Daoud Khan. Về ý thức hệ ít được nhấn mạnh, PDPA vẫn thể hiện được sự độc đảng trong xã hội, Hội đồng Cách mạng được coi như Xô viết Tối cao của Liên Xô do Đoàn Chủ tịch lãnh đạo, Bộ Chính trị PDPA cầm quyền lãnh đạo tập thể nhà nước. Nguyên tắc cơ bản không được áp dụng trên thực tiễn, sau đó được thay bằng Hiến pháp 1987 dưới thời kỳ Muhammad Najibullah. Điều 2 Hiến pháp 1987 quy định Hồi giáo là quốc giáo, Điều 73 quy định nguyên thủ nhà nước phải được sinh ra trong gia đình người Afghanistan Hồi giáo. Hiến pháp năm 1990 quy định Afghanistan là nước Cộng hòa Hồi giáo, các quy định về cộng sản được đưa ra khỏi Hiến pháp. Điều 1 Hiến pháp 1990 quy định "Afghanistan là quốc gia Hồi giáo độc lập và nhất thể".
Hiến pháp 1987, bãi bỏ Hội đồng Cách mạng thay vào đó là Quốc hội Afghanistan. Các đảng phái chính trị được thành lập với điều kiện không ủng hộ chủ nghĩa thực dân, chủ nghĩa đế quốc, chủ nghĩa thực dân mới, chủ nghĩa phục quốc Do Thái, phân biệt chủng tộc, apartheid và phát xít. Chính phủ liên minh được thành lập. Quốc hội mới gồm Thượng viện (Sena) và Hạ viện (Wolesi Jirga). Tổng thống được bầu gián tiếp với nhiệm kỳ 7 năm. Cuộc bầu cử Quốc hội năm 1988 được tổ chức dân chủ, PDPA chiếm 46 ghế trong Hạ viện liên minh với Mặt trận Quốc gia kiểm soát Chính phủ. Các phe đối lập, thánh chiến vẫn tiếp tục phản đối, chiến tranh vẫn tiếp diễn.
Hội đồng Bộ trưởng được coi như là Chính phủ Afghanistan, Chủ tịch Hội đồng là người đứng đầu Chính phủ. Hội đồng Bộ trưởng chịu trách nhiệm trước Hội đồng Cách mạng.

### Quốc kỳ và Quốc huy
Tháng 10/1978, Quốc kỳ mới Afghanistan được công bố, lá cờ đỏ với biểu trưng vàng tương tự như quốc kỳ các quốc gia thuộc Liên Xô tại Trung Á. Lá cờ như là sự thế tục của Đảng kỳ PDPA được Taraki ban hành. Lá cờ được xuất hiện trong cuộc biểu tình tại Kabul. Sau cuộc can thiệp của Liên Xô, quốc kỳ được thay đổi với 3 màu sắc đặc trưng đen, đỏ, lục. Đảng kỳ được giữ nguyên để tạo sự khác biệt giữa Đảng kỳ và Quốc kỳ. Ngôi sao đỏ, cuốn sách và biểu trưng cộng sản được gỡ bỏ khỏi Quốc kỳ sau năm 1987. 
Quốc huy mới thay thế biểu trưng con đại bàng Daoud, được ban hành năm 1978. Khi Karmal giới thiệu Quốc huy mới với biểu tượng "Mihrab kết hợp với minbar" một biểu tượng đặc trưng của Hồi giáo và cuốn sách Das Kapital của Karl Marx được ban hành mới vào năm 1980. Quốc huy từ 1987 mang âm hưởng Hồi giáo, ngôi sao đỏ và cuốn sách Das Kapital được gỡ bỏ. Các biểu tượng mihrab, minbar và shahada được giữ nguyên. 

## Kinh tế
| Tăng trưởng kinh tế | Tăng trưởng kinh tế                                        | Tăng trưởng kinh tế | Tăng trưởng kinh tế | Tăng trưởng kinh tế | Tăng trưởng kinh tế | Tăng trưởng kinh tế | Tăng trưởng kinh tế | Tăng trưởng kinh tế |
| Các chỉ số          | Các chỉ số                                                 | 1978                | 1979                | 1980                | 1981                | 1982                | 1986                | 1988                |
| ------------------- | ---------------------------------------------------------- | ------------------- | ------------------- | ------------------- | ------------------- | ------------------- | ------------------- | ------------------- |
| Chi tiêu            | Tổng cộng (triệu Afghani)                                  | 26,397              | 30,173              | 31,692              | 40,751              | 42,112              | 88,700              | 129,900             |
| Chi tiêu            | Thông thường (tính bằng phần trăm)                         | 47                  | 56                  | 62                  | 66                  | 69                  | 74                  | 84                  |
| Chi tiêu            | Phát triển (tính bằng phần trăm)                           | 53                  | 44                  | 38                  | 34                  | 31                  | 26                  | 16                  |
| Nguồn tài chính     | Doanh thu nội địa: không bao gồm gas (tính bằng phần trăm) | 54                  | 40                  | 50                  | 40                  | 37                  | 31                  | 24                  |
| Nguồn tài chính     | Doanh số khí tự nhiên (tính bằng phần trăm)                | 9                   | 13                  | 33                  | 34                  | 34                  | 17                  | 6                   |
| Nguồn tài chính     | Viện trợ nước ngoài (tính bằng phần trăm)                  | 34                  | 36                  | 28                  | 26                  | 28                  | 29                  | 26                  |
| Nguồn tài chính     | Thu nhập của người cho thuê (tính bằng phần trăm)          | 43                  | 48                  | 61                  | 59                  | 62                  | 48                  | 32                  |
| Nguồn tài chính     | Vay trong nước (tính bằng phần trăm)                       | 4                   | 12                  | –11                 | 1                   | 0                   | 23                  | 44                  |

Chính phủ của Taraki đã khởi xướng một cuộc cải cách ruộng đất vào ngày 1 tháng 1 năm 1979, trong đó cố gắng hạn chế số lượng đất mà một gia đình có thể sở hữu. Những người có quyền sở hữu vượt quá giới hạn đã thấy tài sản của họ bị chính phủ trưng dụng mà không được bồi thường. Giới lãnh đạo Afghanistan tin rằng cải cách sẽ đáp ứng với sự chấp thuận phổ biến của người dân nông thôn trong khi làm suy yếu sức mạnh của giai cấp tư sản. Cải cách được tuyên bố hoàn tất vào giữa năm 1979 và chính phủ tuyên bố rằng 665.000 ha (khoảng 1.632.500 mẫu Anh) đã được phân phối lại. Chính phủ cũng tuyên bố rằng chỉ 40.000 gia đình, tương đương 4% dân số, đã bị ảnh hưởng tiêu cực bởi cải cách ruộng đất.
Trái với mong đợi của chính phủ, cải cách không phổ biến cũng không hiệu quả. Thu hoạch nông nghiệp giảm mạnh và chính cuộc cải cách đã dẫn đến sự bất mãn đang gia tăng giữa những người Afghanistan. Khi Taraki nhận ra mức độ không hài lòng của quần chúng đối với cải cách, ông đã nhanh chóng từ bỏ chính sách. Tuy nhiên, cải cách ruộng đất dần dần được thực hiện dưới thời chính quyền Karmal sau đó, mặc dù tỷ lệ diện tích đất bị ảnh hưởng bởi cải cách là không rõ ràng.
Trong cuộc nội chiến và cuộc Chiến tranh Liên Xô–Afghanistan, phần lớn cơ sở hạ tầng của đất nước đã bị phá hủy và các mô hình hoạt động kinh tế bình thường đã bị phá vỡ. Tổng sản phẩm quốc dân (GNP) đã giảm đáng kể trong thời kỳ cai trị của Karmal vì xung đột; thương mại và giao thông đã bị gián đoạn cùng với sự mất mát của lao động và vốn. Năm 1981, GDP của Afghanistan đứng ở mức 154,3 tỷ Afghani Afghanistan, giảm từ 159,7 tỷ vào năm 1978. GNP bình quân đầu người giảm từ 7.370 năm 1978 xuống còn 6,852 vào năm 1981. Hình thức hoạt động kinh tế chủ yếu nhất là lĩnh vực nông nghiệp. Nông nghiệp chiếm 63% tổng sản phẩm quốc nội (GDP) năm 1981; 56 phần trăm lực lượng lao động làm việc trong nông nghiệp năm 1982. Công nghiệp chiếm 21 phần trăm GDP năm 1982 và sử dụng 10 phần trăm lực lượng lao động. Tất cả các doanh nghiệp công nghiệp thuộc sở hữu của chính phủ. Khu vực dịch vụ, nhỏ nhất trong ba khu vực, chiếm 10% GDP năm 1981 và sử dụng khoảng một phần ba lực lượng lao động. Cán cân thanh toán đã được cải thiện trong chính quyền tiền cộng sản của Muhammad Daoud Khan; thặng dư giảm và trở thành thâm hụt vào năm 1982, đạt mức âm 70,3 triệu đô la Mỹ. Hoạt động kinh tế duy nhất tăng trưởng đáng kể trong thời cai trị của Karmal là xuất nhập khẩu.
Najibullah tiếp tục các chính sách kinh tế của Karmal. Việc tăng cường liên kết với Khối phía Đông và Liên Xô vẫn tiếp tục, cũng như thương mại song phương. Ông cũng khuyến khích sự phát triển của khu vực tư nhân trong công nghiệp. Kế hoạch phát triển kinh tế và xã hội năm năm, được đưa ra vào tháng 1 năm 1986, tiếp tục cho đến tháng 3 năm 1991, một tháng trước khi chính phủ sụp đổ. Theo kế hoạch, nền kinh tế vốn tăng trưởng dưới 2% mỗi năm cho đến năm 1985 sẽ tăng 25% theo kế hoạch. Công nghiệp sẽ tăng trưởng 28%, nông nghiệp 14, 16%, thương mại nội địa tăng 150% và ngoại thương tăng 15%. Không có dự đoán nào trong số này thành công và tăng trưởng kinh tế tiếp tục ở mức 2%. Hiến pháp năm 1990 đã chú ý đến khu vực tư nhân. Điều 20 bao gồm việc thành lập các công ty tư nhân và Điều 25 khuyến khích đầu tư nước ngoài vào khu vực tư nhân.

## Nhân khẩu

### Giáo dục
Trong thời kỳ cộng sản, chính quyền PDPA đã cải tổ hệ thống giáo dục; giáo dục đã được nhấn mạnh cho cả hai giới và các chương trình xóa mù chữ được thiết lập. Đến năm 1988, phụ nữ chiếm 40% bác sĩ và 60% giáo viên tại Đại học Kabul; 440.000 sinh viên nữ đã được ghi danh vào các tổ chức giáo dục khác nhau và hơn 80.000 chương trình xóa mù chữ. Mặc dù đã được cải thiện, phần lớn dân số vẫn mù chữ. Bắt đầu với sự can thiệp của Liên Xô vào năm 1979, các cuộc chiến liên tiếp gần như đã phá hủy hệ thống giáo dục của quốc gia. Hầu hết các giáo viên chạy trốn trong các cuộc chiến tranh sang các nước láng giềng.

### Người tị nạn
Người tị nạn Afghanistan là công dân Afghanistan đã trốn khỏi đất nước của họ do hậu quả của cuộc xung đột Afghanistan đang diễn ra. Khoảng sáu triệu người đã trốn khỏi đất nước, hầu hết đến nước láng giềng Pakistan và Iran, khiến nước này trở thành nơi sản sinh nhiều người tị nạn lớn nhất thế giới.